# Jesper Manns
Jesper Manns (sinh ngày 5 tháng 8 năm 1995) là một cầu thủ bóng đá người Thụy Điển thi đấu cho IF Elfsborg ở vị trí hậu vệ.